# Yossef Gutfreund
Yossef Gutfreund (Rumanía, 1 de noviembre de 1931 - Fürstenfeldbruck, 6 de septiembre de 1972) fue un juez de lucha israelí del equipo olímpico de su país que formó parte de la comitiva olímpica en los Juegos Olímpicos de Múnich de 1972. Junto con otros 10 atletas y entrenadores, fue tomado como rehén y asesinado por terroristas palestinos de Septiembre Negro en la masacre de Múnich.
De joven asistió a la escuela de medicina en Rumania, con planes de convertirse en veterinario para más adelante dedicarse a la lucha libre. La cita de Múnich fue su tercera olimpiada como árbitro de lucha libre.
El 5 de septiembre de 1972, Gutfreund dormía en las dependencias de los entrenadores israelíes en la Villa Olímpica. Alrededor de las 4:30 horas de la mañana, Gutfreund escuchó ruidos en el pasillo y fue a investigar, pensando que podría ser el entrenador de lucha libre Moshe Weinberg, quien tenía la otra llave de la puerta. Vio que la puerta comenzaba a abrirse y vislumbró hombres enmascarados con armas al otro lado. Gutfreund se arrojó contra la puerta y gritó una advertencia a sus compañeros israelíes. 
La fuerza empleada por Gutfreund en un lado de la puerta y los ocho fedayines en el otro fue suficiente para torcer las bisagras y las jambas de la puerta fuera de lugar. Esos segundos le permitieron a su compañera de cuarto, el entrenador de halterofilia Tuvia Sokolsky, romper una ventana y escapar. En el adyacente apartamento n.º 2, el corredor Shaul Ladany se despertó de golpe por los gritos de Gutfreund y también logró escapar del edificio.
Gutfreund y otros ocho miembros del equipo olímpico israelí fueron capturados por los terroristas. Otros dos que resistieron a los secuestradores, el entrenador de lucha Moshe Weinberg y el levantador de pesas Yossef Romano, fueron asesinados por los intrusos en los primeros compases.
Moriría junto a ocho compañeros en el aeródromo de Fürstenfeldbruck horas después, ya en el día 6 de septiembre, tras ser acribillados por los terroristas palestinos en respuesta durante el fallido intento de las fuerzas alemanas de rescatarles de los terroristas.